# Cryptanthus colnagoi
Cryptanthus colnagoi är en gräsväxtart som beskrevs av Werner Rauh och Elton Martinez Carvalho Leme. Cryptanthus colnagoi ingår i släktet Cryptanthus, och familjen Bromeliaceae. Inga underarter finns listade i Catalogue of Life.